# Johanne Killi
Johanne Killi (Lillehammer, 13 de octubre de 1997) es una deportista noruega que compite en esquí acrobático, especialista en las pruebas de big air y slopestyle.
Ganó una medalla de bronce en el Campeonato Mundial de Esquí Acrobático de 2023, en la prueba de slopestyle. Adicionalmente, consiguió siete medallas en los X Games de Invierno.
Participó en dos Juegos Olímpicos de Invierno, ocupando el quinto lugar en Pyeongchang 2018 y el sexto en Pekín 2022, en el slopestyle.

## Medallero internacional
| Campeonato Mundial | Campeonato Mundial  | Campeonato Mundial | Campeonato Mundial |
| Año                | Lugar               | Medalla            | Prueba             |
| ------------------ | ------------------- | ------------------ | ------------------ |
| 2023               | Bakuriani (Georgia) | Medalla de bronce  | Slopestyle         |

| X Games de Invierno | X Games de Invierno    | X Games de Invierno | X Games de Invierno |
| Año                 | Lugar                  | Medalla             | Prueba              |
| ------------------- | ---------------------- | ------------------- | ------------------- |
| 2016                | Aspen (Estados Unidos) | Medalla de bronce   | Slopestyle          |
| 2016                | Oslo (Noruega)         | Medalla de plata    | Big air             |
| 2017                | Aspen (Estados Unidos) | Medalla de bronce   | Slopestyle          |
| 2017                | Oslo (Noruega)         | Medalla de oro      | Slopestyle          |
| 2018                | Aspen (Estados Unidos) | Medalla de plata    | Big air             |
| 2019                | Aspen (Estados Unidos) | Medalla de plata    | Big air             |
| 2020                | Hafjell (Noruega)      | Medalla de bronce   | Big air             |